# Кристалл (завод, Таганрог)
Завод «Кристалл» — промышленное предприятие в Таганроге, специализирующееся на выпуске ростового оборудования по выращиванию полупроводниковых материалов, установки для выращивания монокристаллического кремния и профилей из лейкосапфиров.

## Наименования завода
- Завод «Электропечь» (1957—1962)
- Таганрогский завод электротермического оборудования / ТЗЭТО (1962—1987)
- Таганрогский опытный завод «Кристалл» (1987—1993)
- ОАО «Кристалл»
- ООО «Завод „Кристалл“»

## История завода
В 1957 году начал свою работу заводу «Электропечь», который был построен на месте разрушенного во время войны Кожзавода № 2 («Малого кожзавода»). Завод стал одним ведущих предприятий электротехнической промышленности. В 1958 году на производстве начали выпуск высокочастотных установок с ламповыми генераторами, затем был освоен выпуск электропечей. Впоследствии предприятие переименовали в «Завод электротермического оборудования» (ТЗЭТО).
В 1962 году на ТЗЭТО начали серийный выпуск установок «Кристалл» для выращивания монокристаллов кремния.
С 1967 года в Таганроге начали выпускать индукционные установки типа «Редмет», СГВК. В 1980-х годах по экспорту за рубеж ТЗЭТО представлял собой одно из ведущих предприятий страны, специализировавшихся на выпуске высококачественного ростового оборудования по выращиванию полупроводниковых материалов для использования в различных отраслях науки и техники.
В 1987 году завод получил наименование «Таганрогский опытный завод „Кристалл“ Минэлектротехприбор». В 1993 году был преобразован в ОАО «Кристалл». Данное название сохранялось до 2000 года, затем, после реорганизации, завод получил название ООО «Завод Кристалл».
Во время перестройки, в связи с отсутствием заказов на основную продукцию, предприятие изготавливало товары народного потребления. В 1998 году для вывода завода из трудного экономического положения на 18 месяцев было введено внешнее управление.
В 2002 году был создан участок по выращиванию монокристаллических пластин из лейкосапфира на собственном оборудовании. Несмотря на это, производство снижало объёмы и было сокращено: общее количество работающих — около 220 человек, в том числе основных рабочих — 70. Часть заводских зданий была сдана в аренду.
В 2014 году «Российским фондом технологического развития» был подан иск о банкротстве завода «Кристалл» из-за долга в размере 92 млн рублей. Общий долг завода превышал 200 млн рублей. Совладельцами компании на этот момент числились московская ЗАО «РусИнвестПроект» (40 %), предприниматели Александр Лебедев (40 %) и Анзор Хевсоков (20 %). Чистый убыток компании по итогам 2014 года составил 22,8 млн рублей, выручка — 33,1 млн рублей.
По собственным данным завода, в 1-м полугодии 2015 года предприятие сработало с прибылью более 1 млн рублей. В настоящее время на предприятии работают около 100 человек.
В августе 2015 года стало известно о том, что завод «Кристалл» выставил на торги имущество на общую стоимость порядка 130 млн рублей: помещения общей площадью более 15 тыс. м², а также небольшая автомойка, магазин и кафе с летней площадкой. «Это сделано для пополнения оборотных средств в рамках процедуры внешнего управления, направленного на финансовое оздоровление предприятия. Мы не продаем ни одной производственной единицы. Каждый объект недвижимости выставлен на аукцион отдельным лотом», — заявила журналистам управляющий директор завода Марина Тучевская.

## Директора завода
- Киричек А. Д. (1976—1986)[13]
- Лебедев А. Б. (2010—2014)
- Тучевская М. В. (2014—2016)
- Якушев А. А. (март—сентябрь 2017)
- Яковенко П. И. (с октября 2017)